# Sillholmen (vid Vessölandet, Borgå)
Sillholmen är en ö i Finland. Den ligger i Finska viken och i kommunen Borgå i den ekonomiska regionen  Borgå i landskapet Nyland, i den södra delen av landet. Ön ligger omkring 46 kilometer öster om Helsingfors.
Öns area är 5,2 hektar och dess största längd är 390 meter i sydöst-nordvästlig riktning. Ön höjer sig omkring 20 meter över havsytan.